# Joseph Delboëte
Joseph Delboëte, né à Louvain le 30 juillet 1825 et mort en 1875, est un graveur belge.
Cinq gravures de l'artiste sont conservées au Rijksmuseum Amsterdam.

## Biographie

### Famille
Joseph (Pierre Joseph Louis Henri Philippe Christian) Delboëte, né à Louvain le 30 juillet 1825, est le fils d'Henri Delboëte (1797-1844), marchand, né à Maffle, et de Félicité Josèphe Bourlet (1792), née à Rebecq, mariés à Malines le 24 février 1821.

### Formation
Joseph Delboëte est d'abord instruit par les peintres Lambert Mathieu à l'Académie des beaux-arts de Louvain, et par François-Joseph Navez à l'Académie royale des beaux-arts de Bruxelles, puis, il est étudiant à l'École royale de gravure de Bruxelles, où il est formé en gravure par Luigi Calamatta.

### Carrière
Joseph Delboëte commence à participer aux expositions triennales belges au Salon d'Anvers de 1846. Il est également présent au Salons de Paris de 1855. En décembre 1872, il obtient l'autorisation de dessiner au Musée de Bruxelles le tableau Didon sur son lit de mort réalisé par Joseph Stallaert afin de le graver.
Joseph Delboëte meurt, à l'âge de 50 ans, en 1875.

## Œuvre

### Caractéristiques
L'œuvre de Joseph Delboëte relève exclusivement du domaine de la gravure. Il reproduit par la gravure et le dessin plusieurs maîtres anciens, comme Hugo van der Goes, Le Tintoret, Rubens, Diego Vélasquez et Jacob Jordaens. Il grave également d'après les tableaux d'artistes belges contemporains comme Jean-François Portaels et Joseph Stallaert. Parmi ses œuvres, plusieurs gravures sont également le fruit de sa propre création, comme les portraits de notabilités belges.

### Galerie de gravures

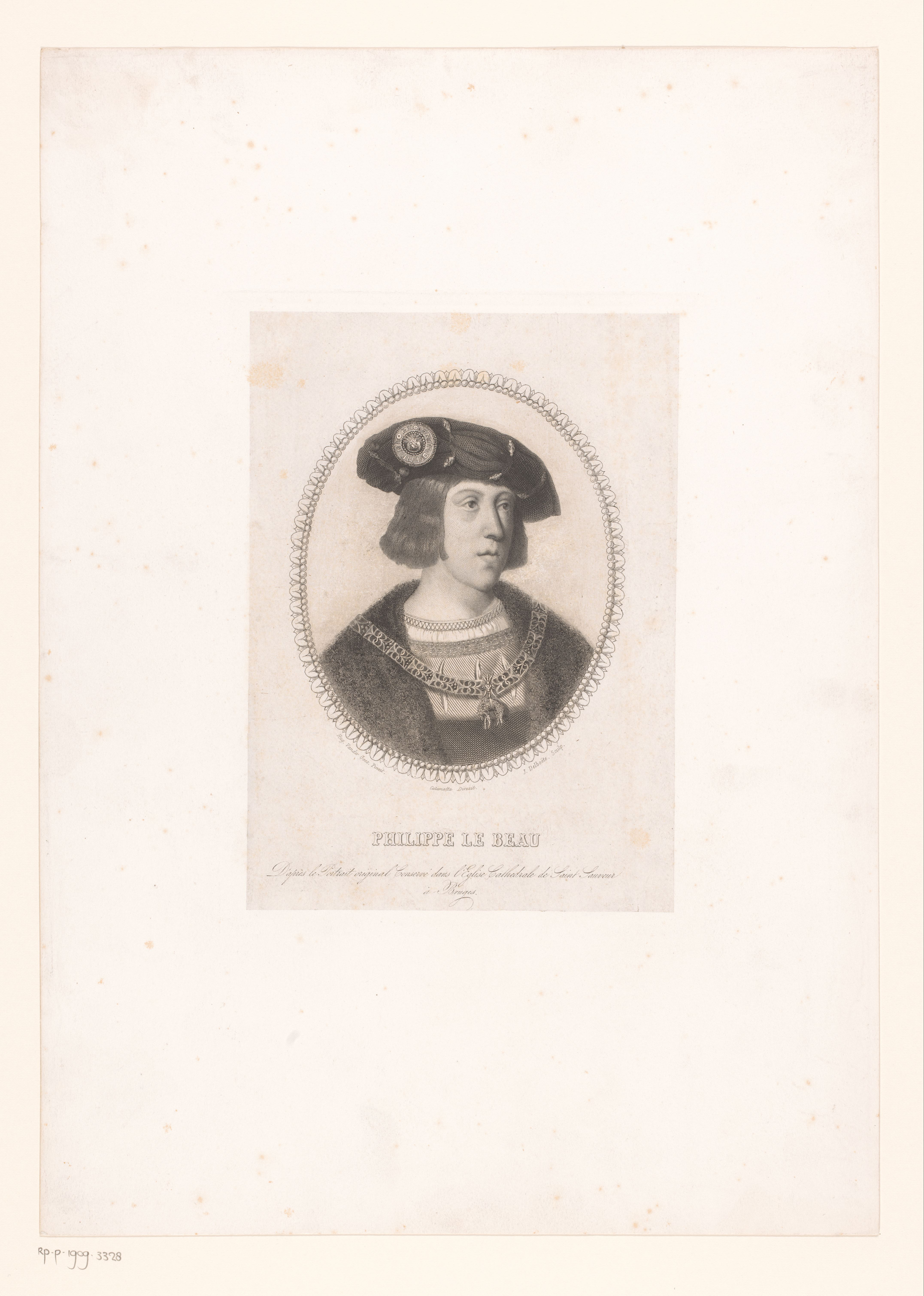
Portrait de Philippe le Beau, gravure d'après Hugo van der Goes.
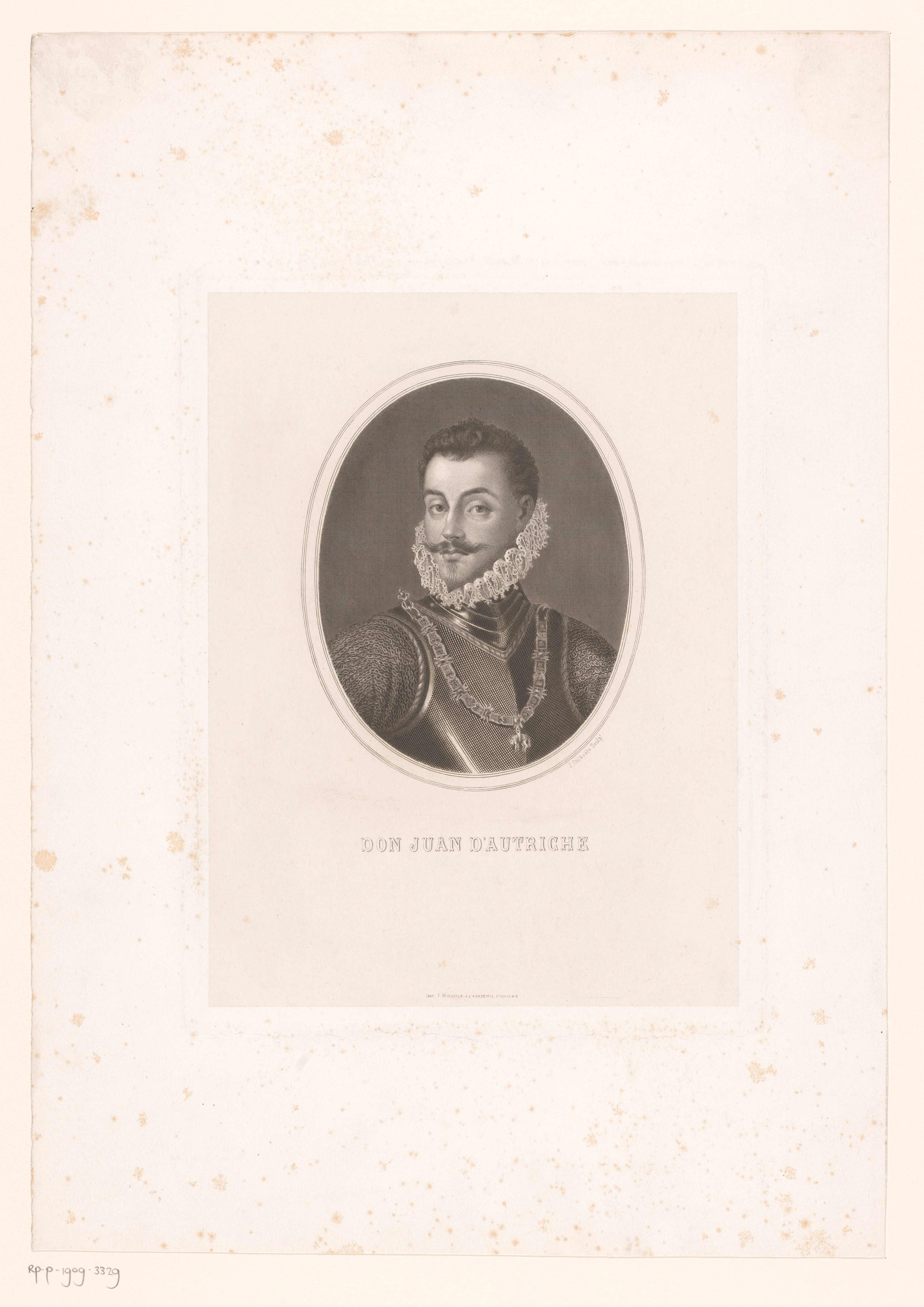
Portrait gravé de Don Juan d'Autriche.
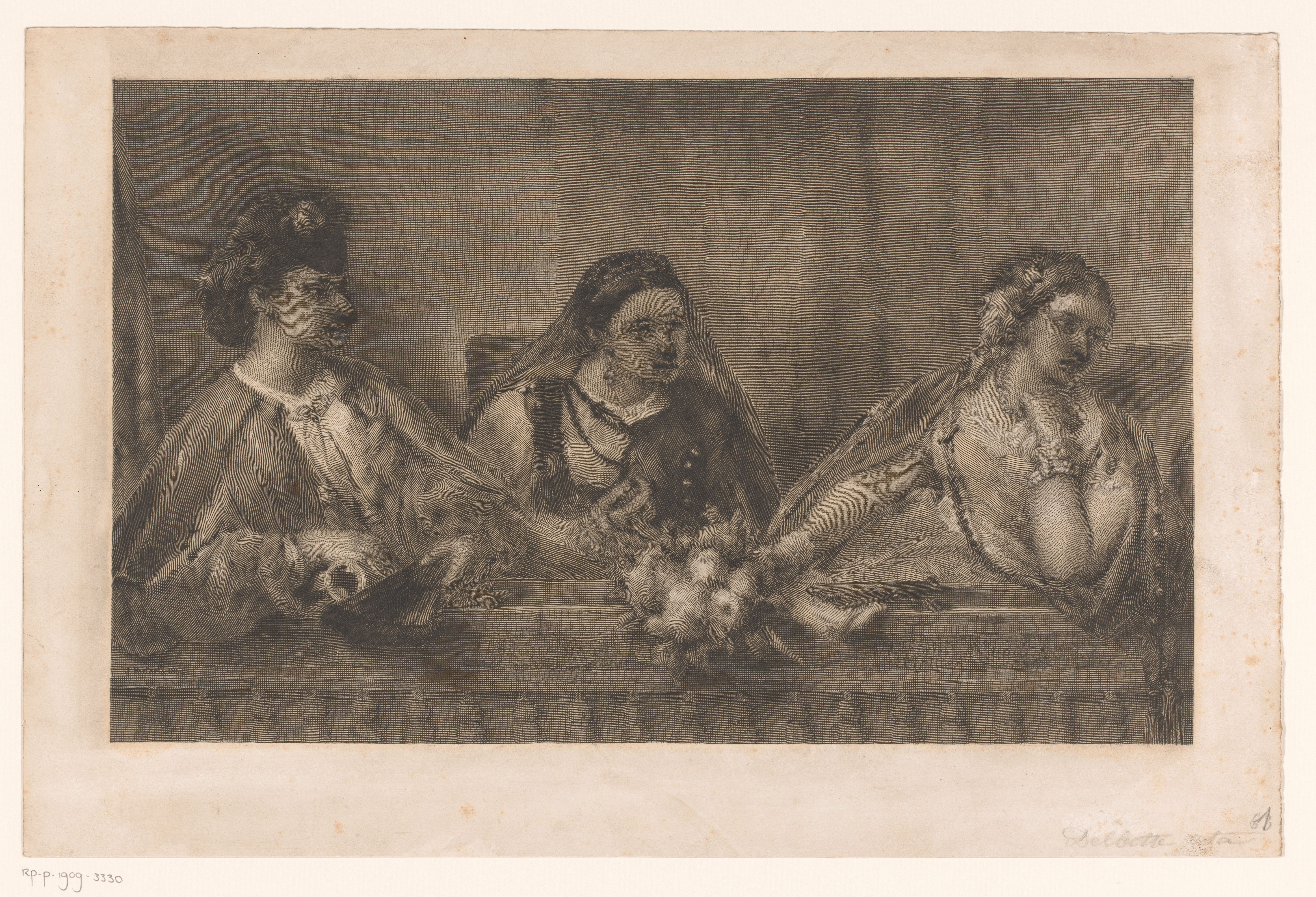
Trois dames dans la loge d'un théâtre, gravure d'après Jean-François Portaels.
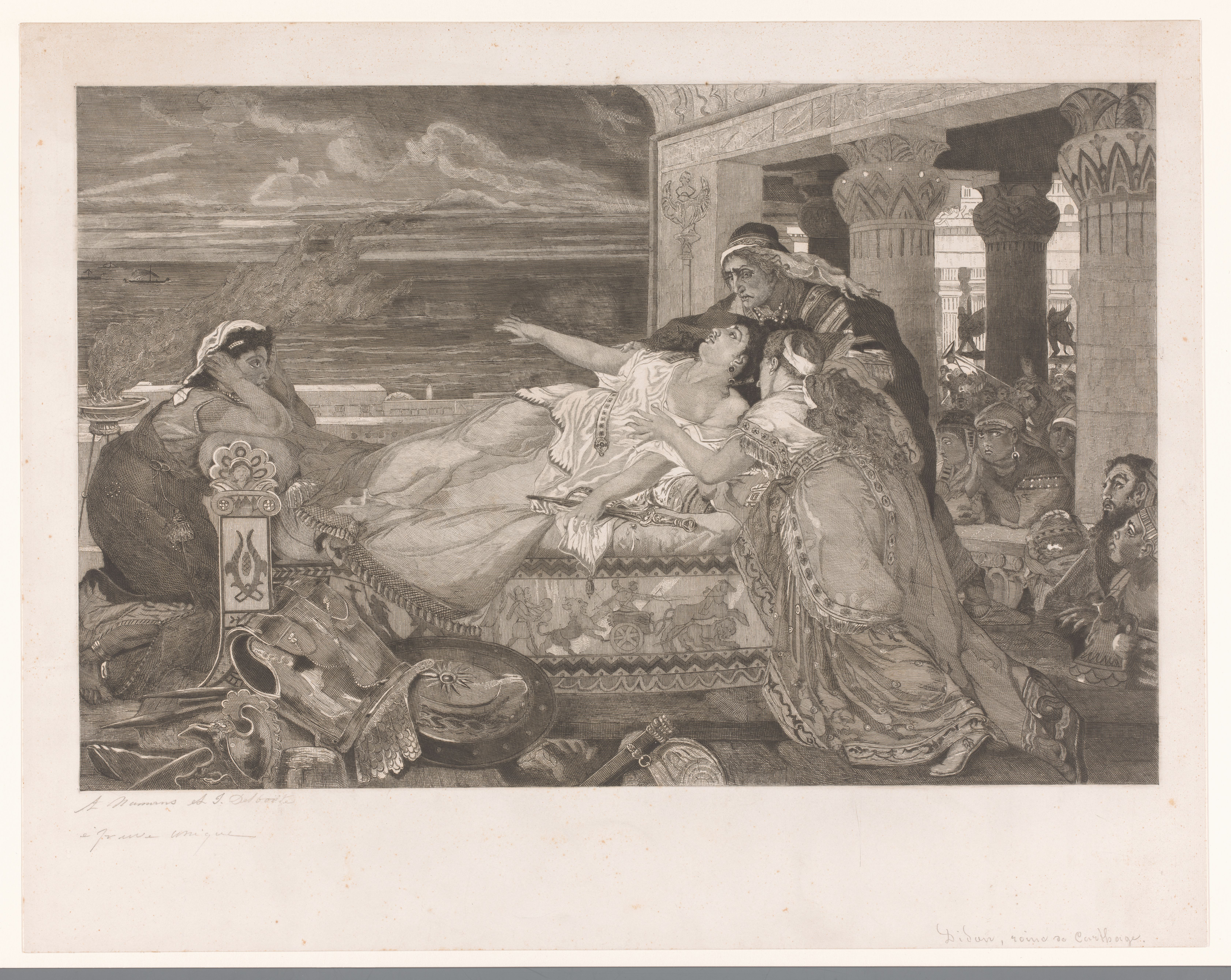
Didon sur son lit de mort, d'après Joseph Stallaert.

### Expositions

#### Expositions triennales belges
- Salon d'Anvers de 1846 : un cadre renfermant deux portraits gravés[3].
- Salon de Bruxelles de 1848 : trois gravures : Portrait de Velasquez, d'après lui-même, Jacques Buirette et Giovanni da S. Giovanni[6].
- Salon d'Anvers de 1849 : deux gravures : Portrait de Velasquez, d'après lui-même et Giovanni da S. Giovanni[7].
- Salon de Bruxelles de 1851 : deux gravures : Portrait de l'archiduc Albert, d'après Rubens et Portrait de Philippe le Bon, d'après Hemling[8].
- Salon de Bruxelles de 1854 : Portrait de Philippe le Beau, d'après Hugo van der Goes[9].
- Salon d'Anvers de 1858 : La Sulamite, gravure au burin d'après Jean-François Portaels[10].
- Salon de Bruxelles de 1860 : Tête de Saint-Jean, gravure d'après Le Corrège et Tête d'après Michel-Ange, gravure[11].
- Salon de Bruxelles de 1863 : La Vierge au perroquet, dessin d'après Rubens, Portrait du bourgmestre Jan Six, dessin d'après Rembrandt, Portrait du bourgmestre della Faille, dessin d'après van Dyck et un cadre contenant les six portraits gravés représentant des membres de l'Académie royale de Belgique[12].
- Salon de Bruxelles de 1866 : un cadre contenant les portraits de Philippe de Croy, duc d'Aerschoot et don Juan d'Autriche, Portrait de l'archiduc Albert, dessin d'après Rubens, Portrait de l'archiduchesse Isabelle, dessin d'après Rubens et un cadre contenant La Jeune ménagère et Le Jeune gardien, dessins d'après David Col[13].
- Salon de Bruxelles de 1869 : deux dessins d'après Le Tintoret et Jacob Jordaens.
- Salon de Bruxelles de 1872 : La Vierge au perroquet, gravure d'après Rubens et Le Satyre soutenu par un faune et une bacchante, dessin d'après Antoine van Dyck[14].

#### Exposition européenne
- Salon de Paris de 1855 : quatre portraits : Philippe le Bon, Vélasquez, Philippe le Beau et l'archiduc Albert[4].

### Collections muséales
- Rijksmuseum Amsterdam : cinq gravures[5].